# Festival Varilux de Cinema Francês 2021
A 12ª edição do Festival Varilux de Cinema Francês foi um festival de cinema exibido de 25 de novembro a 8 de dezembro de 2021 nos cinemas de todo o Brasil. O cartaz oficial foi inspirado no filme Adieu les cons (bra: Adeus, Idiotas) que foi exibido na programação do festival.
A edição teve uma mostra especial para homenagear o ator Jean-Paul Belmondo, que também foi homenageado no ano anterior na identidade visual do evento ao lado de Jean Seberg em Acossado, que tinha completado 60 anos.
Quatro filmes tiveram sessões gratuitas presenciais em São Paulo no dia 24 de novembro com alguns dos atores e membros das produções participando dos debates. Aínda no festival, os artistas franceses posaram para uma foto para uma campanha contra o fechamento do cinema de rua Estação Net Rio, que tinha recebido uma ordem de despejo.

## Programação

### Filmes inéditos
| Título original                  | Título em português                     | Diretor                            |
| -------------------------------- | --------------------------------------- | ---------------------------------- |
| Adieu les cons                   | bra: Adeus, Idiotas'                    | Albert Dupontel                    |
| Arthur Rambo                     | bra: Arthur Rambo – Ódio nas Redes      | Laurent Cantet                     |
| Boîte Noire                      | bra: Caixa Preta                        | Yann Gozlan                        |
| Une histoire d'amour et de désir | bra: Um Conto de Amor e Desejo          | Leyla Bouzid                       |
| Délicieux                        | bra: Delicioso: da Cozinha para o Mundo | Eric Besnard                       |
| De son vivant                    | bra: Enquanto Vivo                      | Emmanuelle Bercot                  |
| Tout s'est bien passé            | bra: Está Tudo Bem                      | François Ozon                      |
| Illusions Perdues                | bra: Ilusões Perdidas                   | Xavier Giannoli                    |
| L'homme de la cave               | bra: Um Intruso no Porão                | Philippe Le Guay                   |
| Médecin de Nuit                  | bra: Madrugada em Paris                 | Elie Wajeman                       |
| Presque                          | bra: Mentes Extraordinárias             | Bernard Campan e Alexandre Jollien |
| Legacy                           | bra: Nosso Planeta, Nosso Legado        | Yann Arthus-Bertrand               |
| Les Olympiades                   | bra: Paris, 13 Distrito                 | Jacques Audaiard                   |
| Petite leçon d'amour             | bra: Uma Pequena Lição de Amor          | Eve Deboise                        |
| Titane                           | bra: Titane                             | Julia Ducournau                    |
| Tralala                          | bra: Tralala                            | Arnaud e Jean Marie Larrieu        |
| La Traversée                     | bra: A Travessia                        | Florence Miaihe                    |

### Filmes clássicos
- O Magnífico, de Philippe de Broca
- Les choses de la vie, bra: As Coisas da Vida[24], de Claude Saulet[23]

### Homenagem a Jean-Paul Belmondo
- O Demônio das Onze Horas, de Jean-Luc Godard
- O Homem do Rio, de Philippe de Broca
- Técnica de um Delator, de Jean-Pierre Melville
- Léon Morin, o Padre, de Jean-Pierre Melville[23]